# 1876 au Manitoba
Chronologie du Manitoba
- 1872
- 1873
- 1874
- 1875
- 1876
- 1877
- 1878
- 1879
- 1880

Cette page concerne des événements qui se sont produits durant l'année 1876 dans la province canadienne du Manitoba.

## Politique
- Premier ministre : Robert Atkinson Davis
- Lieutenant-gouverneur : Alexander Morris
- Législature : 2e législature (en)

## Événements
- Arrivée de colons islandais sur les bords du lac Winnipeg.
- 18 janvier : ouverture de la deuxième session de la 2e législature du Manitoba (en).
- 4 février : à peine presque un mois d'ouverture, la session est prolongée.
- 13 juin : Curtis James Bird (en) de Saint-Pauls, devient le premier député provincial à mourir en fonction à l'âge de 38 ans.
- 25 novembre : Alexander Black (en) remporte l'élection partielle de Saint-Pauls à la suite de la mort de Curtis James Bird (en).

## Naissances
- 8 janvier : Matthew Robert Blake (en), politicien.

## Décès
- 13 juin : Curtis James Bird (en), politicien.